# Phạm Linh Đan
Phạm Linh Đan (Saigon, 29 marzo 1974) è un'attrice vietnamita naturalizzata francese.

## Biografia
Nel 1975 si trasferì con la propria famiglia in Francia, ma durante la sua infanzia e l'adolescenza viaggiò molto e visse a New York, Singapore e Vietnam. Ora risiede a Londra. Frequentò un corso di recitazione al Lee Strasberg Theatre and Film Institute in New York. La Phạm è conosciuta per il suo ruolo di Camille, l'orfana vietnamita adottata da un proprietario di piantagioni del film Indocina, vincitore del Premio Oscar nel 1993 come miglior film straniero. Per questo ruolo Pham ricevette una nomination come migliore promessa femminile ai Premi César.
Apparve anche in altre produzioni, ma decise di abbandonare il cinema per concentrarsi sui suoi studi. Studiò commercio e, dopo la laurea, lavorò come direttore di marketing. Nel 2005 tornò nel mondo del cinema con il film Tutti i battiti del mio cuore, interpretando il ruolo di Miao Lin, che le permise di vincere il Premio César per la migliore promessa femminile nel 2006. Nel 2009 ottenne un ruolo in Mr. Nobody di Jaco Van Dormael, in cui Linh interpreta Jeanne, una delle mogli del protagonista Nemo Nobody, interpretato da Jared Leto. Il film è stato presentato alla 66ª Mostra internazionale d'arte cinematografica di Venezia, dove ha vinto il premio Osella.

## Filmografia parziale
- Indocina (Indochine), regia di Régis Wargnier (1992)
- Tutti i battiti del mio cuore (De battre mon cœur s'est arrêté), regia di Jacques Audiard (2005)
- Pars vite et reviens tard, regia di Régis Wargnier (2007)
- Dante 01, regia di Marc Caro (2008)
- Le Bal des actrices, regia di Maïwenn (2009)
- Mr. Nobody, regia di Jaco Van Dormael (2009)
- Tout ce qui brille, regia di Géraldine Nakache e Hervé Mimran (2010)
- La Vie très privée de Monsieur Sim, regia di Michel Leclerc (2015)
- Blue Bayou, regia di Justin Chon (2021)
- Asterix & Obelix - Il regno di mezzo (Astérix et Obélix: l'Empire du Milieu), regia di Guillaume Canet (2023)